# مدل نرخ هضم
مدل نرخ هضم (به انگلیسی: Digestive rate model) (در غذایابی) به نظریه غذایابی بهینه مربوط می‌شود، زیرا این مدل، انتخاب رژیم غذایی را توصیف می‌کند که جانوران باید به منظور به حداکثر رساندن انرژی (یا مواد مغذی) در دسترس خود انجام دهند. تفاوت آن با بدنه اصلی نظریه بهینه غذایابی در بیان این است که جانوران می‌توانند غذا را برای استفاده بهینه از دستگاه گوارش خود (به حداکثر رساندن نرخ هضم) انتخاب کنند تا به حداکثر نرخ خوردن غذا برسند که مبنای تئوری غذایابی بهینه است.